# Snowsniper
Snowsniper è il primo album in studio della cantautrice olandese S10, pubblicato l'8 novembre 2019. 

## Descrizione
Tra le sedici tracce che compongono il disco, sono presenti cinque collaborazioni.

## Tracce
1. Insane (feat. Jayh) – 4:25
2. Alleen – 3:16
3. Sorry (feat. Willem) – 2:54
4. Laat mij niet gaan – 3:08
5. Toxic – 2:44
6. Wat is real (feat. Nnelg) – 3:15
7. Al lang niet meer mij (feat. Kraantje Pappie) – 3:35
8. Diamonds Interlude – 1:15
9. Diamonds – 2:58
10. Lies (feat. Sor) – 2:58
11. Snowsniper Interlude – 1:17
12. Snowsniper – 3:10
13. Zo zijn – 2:17
14. Kijk me aan – 2:44
15. STFU – 1:40
16. Wacht op mij – 7:19

## Successo commerciale
L'album debutta in 61ª posizione nella Mega Album Top 100 e rimane in classifica per una settimana.

## Classifiche
| Classifica (2019) | Posizione massima |
| ----------------- | ----------------- |
| Paesi Bassi       | 61                |